# Dyrosaurus

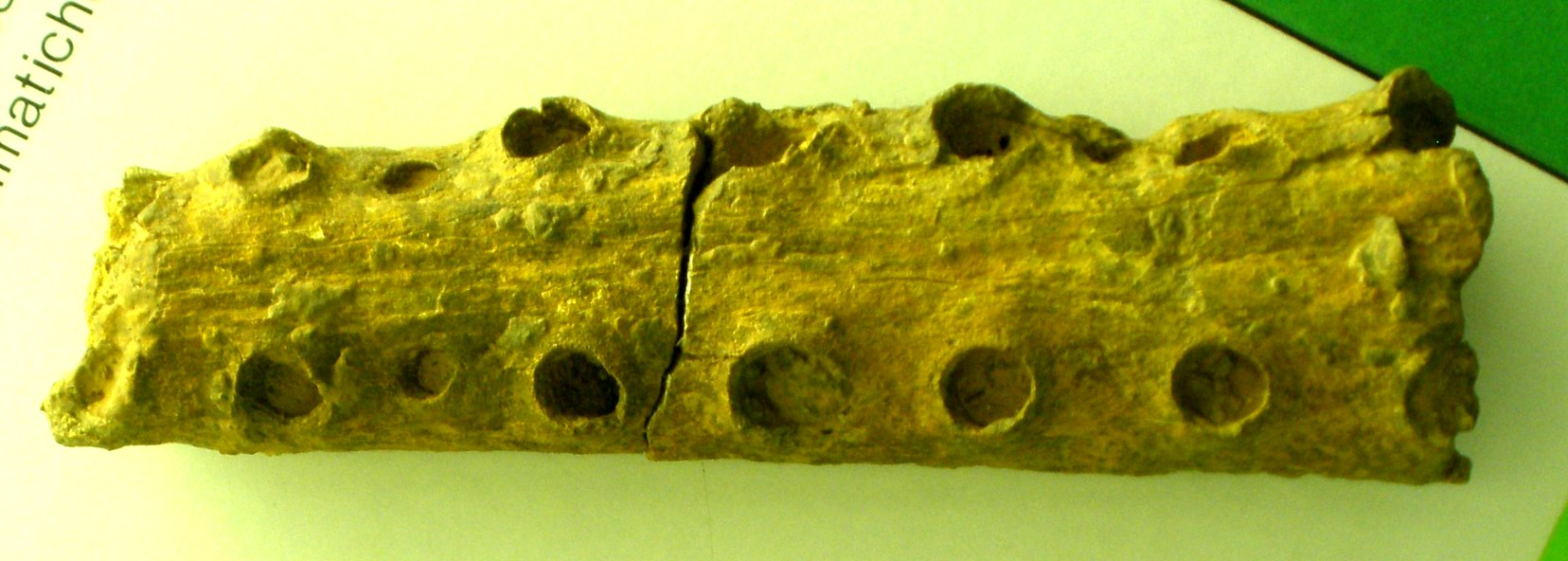
szczęka

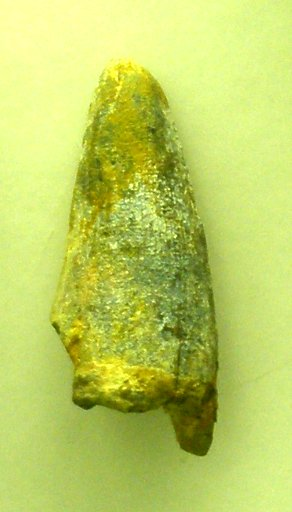
ząb

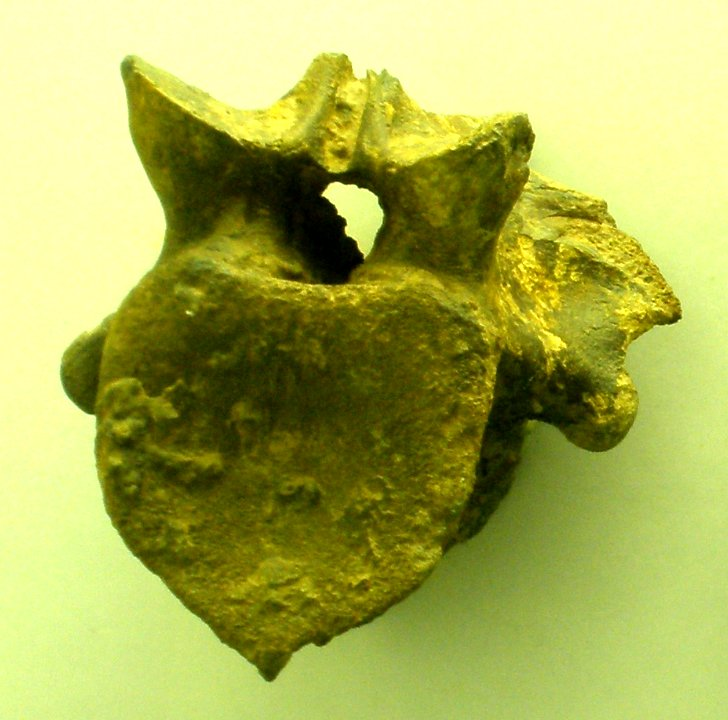
kręg

Dyrosaurus – rodzaj eoceńskiego krokodylomorfa zamieszkującego tereny Afrykę Północną.
Gatunek typowy D. phosphaticus charakteryzował się smukłymi szczękami z mnóstwem zakrzywiających się zębów. Sugeruje to dietę rybną podobną do spotykanej u żyjącego obecnie gawiala gangesowego. Szczątki znaleziono na terenie takich krajów, jak Algieria i Tunezja. Jednakże pierwotnie ubogie pozostałości nie pozwoliły na dokładny opis. Nowsze badania pozwoliły na ustalenie pokrewieństwa z innymi rodzajami tej rodziny.
Uproszczony kladogram:
|  | \| \| Rhabdognathus \| \| \| \| \| \| Hyposaurus \| \| \| \| |
|  |                                                              |
|  | D. phosphaticus                                              |
|  |                                                              |
|  | Rhabdognathus                                                |
|  |                                                              |
|  | Hyposaurus                                                   |
|  |                                                              |

|  | Rhabdognathus |
|  |               |
|  | Hyposaurus    |
|  |               |

|  | \| \| Rhabdognathus \| \| \| \| \| \| Hyposaurus \| \| \| \| |
|  |                                                              |
|  | D. phosphaticus                                              |
|  |                                                              |
|  | Rhabdognathus                                                |
|  |                                                              |
|  | Hyposaurus                                                   |
|  |                                                              |

|  | Rhabdognathus |
|  |               |
|  | Hyposaurus    |
|  |               |

Kolejny odkryty gatunek, Dyrosaurus maghribensis, odkryty został na terenie dzisiejszego Maroka. Liczne szczątki pozwalają na prawie kompletną rekonstrukcję.